# Stimmkreis Neumarkt in der Oberpfalz
Der Stimmkreis Neumarkt in der Oberpfalz (Stimmkreis 303) ist ein Stimmkreis in der Oberpfalz. Er umfasst den Landkreis Neumarkt i.d.Oberpfalz.

## Landtagswahl 2023
Zur Landtagswahl 2023 traten folgende Parteien und Direktkandidaten im Stimmkreis Neumarkt in der Oberpfalz an und erzielten folgende Ergebnisse:
| Nr. | Direktkandidat  | Partei       | Erststimmen in % | Gesamtstimmen in % |
| --- | --------------- | ------------ | ---------------- | ------------------ |
| 1   | Albert Füracker | CSU          | 51,3             | 47,4               |
| 2   | Nicole Brock    | GRÜNE        | 8,1              | 8,9                |
| 3   | Daisy Miranda   | Freie Wähler | 14,1             | 15,6               |
| 4   | Christian Pfab  | AfD          | 14,9             | 15,3               |
| 5   | Rebecca Frank   | SPD          | 5,1              | 5,3                |
| 6   | Maurizio Maier  | FDP          | 1,6              | 1,8                |
| 7   | Marco Winkler   | LINKE        | 1,4              | 1,3                |
| 8   | Michaela Weigl  | BP           | 1,1              | 1,0                |
| 9   | Ludwig Härteis  | ÖDP          | 2,5              | 2,4                |
| 10  | -               | V-Partei³    | -                | 0,1                |
| 11  | -               | dieBasis     | -                | 0,6                |
| 12  | -               | Volt         | -                | 0,2                |

## Landtagswahl 2018
Die Landtagswahl 2018 hatte folgendes Ergebnis:
- Wahlbeteiligung:	76,3 %
- Stimmberechtigte:	101.202
- Wähler:	77.419
- Ungültige Erststimmen:	676
- Gültige Erststimmen:	76.576
- Ungültige Gesamtstimmen:	1.785
- Gültige Gesamtstimmen:	152.720

| Direktkandidat          | Partei               | Erststimmen in % | Gesamtstimmen in % | +/- zu 2013 |
| ----------------------- | -------------------- | ---------------- | ------------------ | ----------- |
| Albert Füracker         | CSU                  | 50,3             | 47,2               | - 9,2       |
| Andre Madeisky          | SPD                  | 6,0              | 6,1                | − 7,3       |
| Matthias Penkala        | Freie Wähler         | 12,8             | 13,6               | + 0,9       |
| Siegfried Hauff         | GRÜNE                | 11,4             | 12,4               | + 5,8       |
| Nils Gründer            | FDP                  | 3,0              | 3,3                | + 1,5       |
| Tobias Emmerling        | LINKE                | 2,6              | 2,6                | + 0,9       |
| Alexander Koll-Pfeiffer | BP                   | 1,9              | 1,8                | + 0,2       |
| Josef Neumeyer          | ÖDP                  | 1,6              | 1,6                | - 0,3       |
| -                       | PIRATEN              | -                | 0,2                | − 2,0       |
| Werner Meier            | AfD                  | 10,0             | 10,2               | + 10,2      |
| -                       | mut                  | -                | 0,1                | + 0,1       |
| -                       | Die Partei           | -                | 0,4                | + 0,4       |
| Christine Kellner       | Gesundheitsforschung | 0,4              | 0,3                | + 0,3       |
| -                       | V-Partei³            | -                | 0,1                | + 0,1       |

Der Stimmkreis wird im Landtag durch den direkt gewählten Stimmkreisabgeordneten Albert Füracker (CSU) vertreten.

## Landtagswahl 2013
Die Landtagswahl 2013 hatte folgendes Ergebnis:
- Wahlbeteiligung:	68,3 %
- Stimmberechtigte:	99.154
- Wähler:	67.688
- Ungültige Erststimmen:	923
- Gültige Erststimmen:	66.764
- Ungültige Gesamtstimmen:	2.260
- Gültige Gesamtstimmen:	133.113

| Direktkandidat    | Partei       | Erststimmen in % | Gesamtstimmen in % | +/- zu 2008 |
| ----------------- | ------------ | ---------------- | ------------------ | ----------- |
| Albert Füracker   | CSU          | 56,6             | 56,4               | + 6,0       |
| Carolin Braun     | SPD          | 14,2             | 13,4               | + 0,1       |
| Hans Gerngroß     | Freie Wähler | 11,8             | 12,7               | - 4,1       |
| Roland Schlusche  | GRÜNE        | 6,5              | 6,6                | + 0,7       |
| Enrico Pomsel     | FDP          | 1,6              | 1,7                | - 3,3       |
| Norbert Finsterer | LINKE        | 1,9              | 1,7                | - 1,4       |
| Josef Neumeyer    | ÖDP          | 1,8              | 1,9                | - 0,2       |
| Karl Meixner      | REP          | 0,4              | 0,4                | - 0,7       |
| Heidrich Klenhart | NPD          | 1,2              | 1,3                | - 0,1       |
| Georg Weiß        | BP           | 1,5              | 1,7                | + 0,6       |
| Mark Huger        | PIRATEN      | 2,4              | 2,2                | + 2,2       |

## Landtagswahl 2008
Die Landtagswahl 2008 hatte folgendes Ergebnis:
- Wahlbeteiligung:	62,0 %
- Stimmberechtigte:	97.530
- Wähler:	60.505
- Ungültige Erststimmen:	645
- Gültige Erststimmen:	59.856
- Ungültige Gesamtstimmen:	2.010
- Gültige Gesamtstimmen:	118.994

| Direktkandidat       | Partei       | Erststimmen in % | Gesamtstimmen in % | +/- zu 2003 |
| -------------------- | ------------ | ---------------- | ------------------ | ----------- |
| Albert Füracker      | CSU          | 49,5             | 50,4               | - 18,2      |
| Carolin Braun        | SPD          | 14,5             | 13,3               | - 0,2       |
| Roland Schlusche     | GRÜNE        | 5,9              | 5,9                | + 0,6       |
| Hans Gerngroß        | Freie Wähler | 16,5             | 16,8               | + 11,3      |
| Clemens Böll         | FDP          | 5,0              | 5,0                | + 3,0       |
| Hubert Eglmaier      | REP          | 1,2              | 1,1                | - 1,0       |
| Josef Neumeyer       | ödp          | 1,8              | 1,7                | - 0,3       |
| Lothar Sinnesbichler | BP           | 1,1              | 1,1                | + 0,1       |
| -                    | BüSo         | -                | -                  | 0,0         |
| Marco Winkler        | LINKE        | 3,1              | 3,1                | + 3,1       |
| Heidrich Klenhart    | NPD          | 1,4              | 1,3                | + 1,3       |
| -                    | RRP          | -                | 0,4                | + 0,4       |
| -                    | Bürger-Block | -                | -                  | -           |
| -                    | VIOLETTE     | -                | -                  | -           |

## Landtagswahlen Gesamtstimmen 1986 bis 2018
| CSU 1986–2018 60% 50% 40% 30% 20% 10% 0% 8690949803081318 | SPD 1986–2018 25%20% 15%10% 5% 0% 8690949803081318 | FDP 1986–2018 8% 6% 4% 2% 0% 8690949803081318 |
| AfD 2018 15%10% 5% 0% 18                                  | FW 1998–2018 15%10% 5% 0% 9803081318               | Grüne 1986–2018 15%10% 5% 0% 8690949803081318 |